# كيفن موريس (لاعب كرة قدم أسترالية)
كيفن موريس (بالإنجليزية: Kevin Morris)‏ هو لاعب كرة قدم أسترالية أسترالي، ولد في 20 أغسطس 1951.

## وصلات خارجية
- كيفن موريس على موقع AustralianFootball.com (الإنجليزية)
- كيفن موريس على موقع AFLtables.com (الإنجليزية)